# James Town, Wyoming
För andra betydelser, se Jamestown.
James Town är en ort i Sweetwater County i södra delen av den amerikanska delstaten Wyoming. Orten utgör en förort till countyts huvudort Green River och ligger vid floden Green River, strax väster om staden Green Rivers stadsgräns vid Interstate 80. Befolkningen var 536 invånare vid 2010 års federala folkräkning.